# Зябрев Сергій Анатолійович
Сергі́й Анато́лійович Зя́брев (25 лютого 1976, м. Шепетівка, Хмельницька область, Україна — 26 липня 2021, м. Сєвєродонецьк, Луганська область, Україна) — український військовик, майор Збройних Сил України, учасник російсько-української війни.

## Життєпис
Народився 25 лютого 1976 року в місті Шепетівці на Хмельниччині.
Майор, офіцер служби РАО управління озброєння ОК «Південь»/Operational Command «South». 
З 26 вересня 2014 року брав участь у бойових діях АТО/ООС спочатку у складі 18 БТрО 28 ОМБр, згодом у складі 131 ОРБ та деяких інших підрозділів ЗС України. 
Офіцер групи підготовки снайперів. Був співавтором низки новаторських рішень та патентів України в оборонній сфері. Був удостоєний декількох відомчих нагород та відзнак.
Помер 26 липня 2021 року у військовому госпіталі м. Сєвєродонецька внаслідок нез'ясованої хвороби — до шпиталю потрапив через раптове погіршення стану здоров'я під час службового відрядження в район поблизу міста Часів Яр на Донеччині.
Залишилися дружина й донька. 
Похований у місті Одесі.

## Нагороди
- Указом Президента України № 576/2021 від 15 листопада 2021 року, «за особисту мужність, виявлену у захисті державного суверенітету та територіальної цілісності України, сумлінне і бездоганне служіння Українському народові», нагороджений орденом Данила Галицького (посмертно)